# UNICEF Open 2011
Die UNICEF Open 2011 waren ein Tennisturnier der WTA Tour 2011 für Damen und ein Tennisturnier der ATP World Tour 2011 für Herren in Rosmalen in der Gemeinde ’s-Hertogenbosch und fanden zeitgleich vom 12. bis 18. Juni 2011 statt.
Titelverteidiger im Einzel war Serhij Stachowskyj bei den Herren sowie Justine Henin bei den Damen. Im Herrendoppel war die Paarung Robert Lindstedt und Horia Tecău, im Damendoppel die Paarung Alla Kudrjawzewa und Anastassija Rodionowa die Titelverteidiger.

## Herrenturnier
→ Hauptartikel: UNICEF Open 2011/Herren
→ Qualifikation: UNICEF Open 2011/Herren/Qualifikation

## Damenturnier
→ Hauptartikel: UNICEF Open 2011/Damen
→ Qualifikation: UNICEF Open 2011/Damen/Qualifikation